# ДОТ № 580 (КиУР)

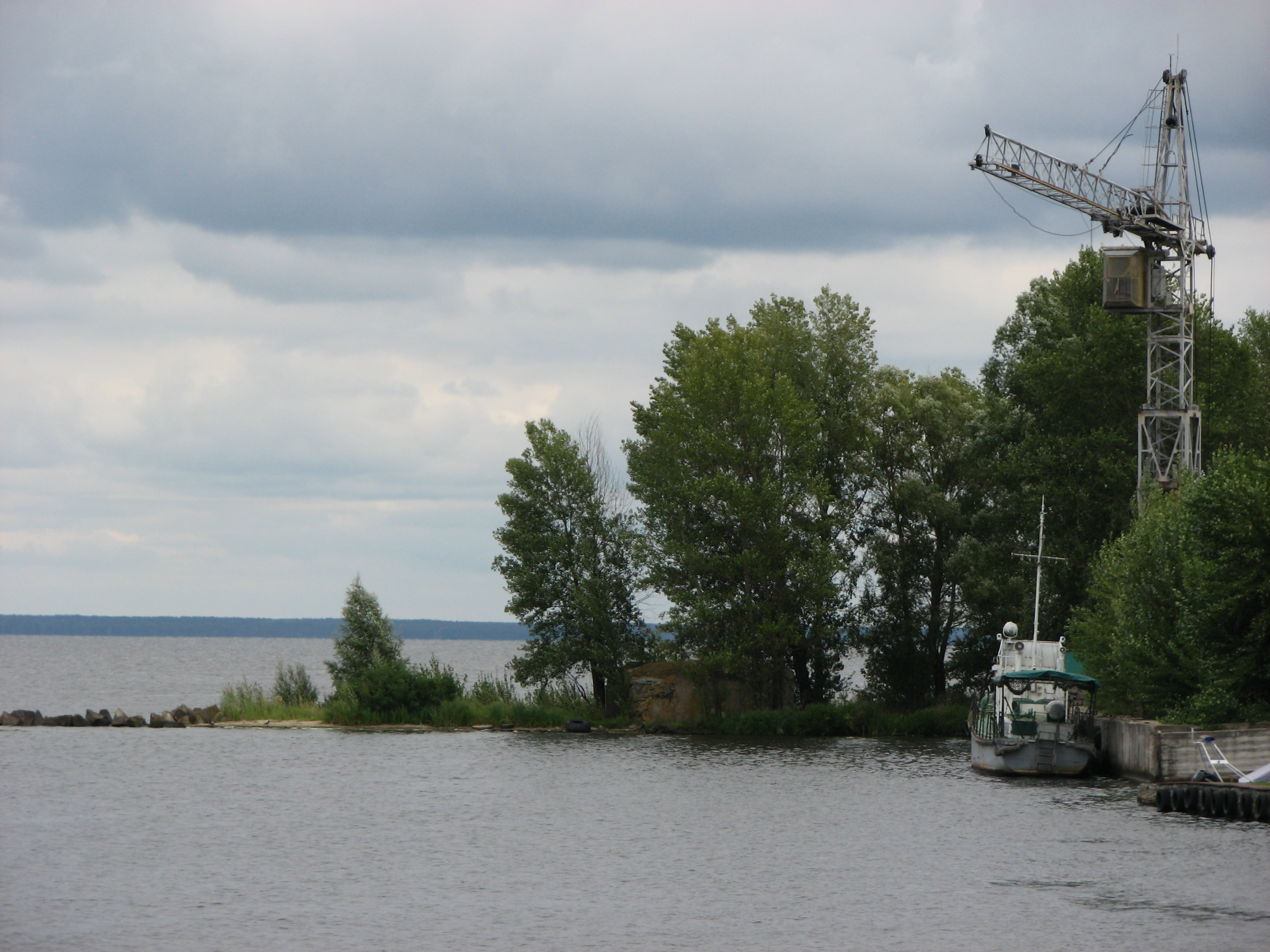
ДОТу № 580

50°44′38.36″ пн. ш. 30°22′24.72″ сх. д. / 50.7439889° пн. ш. 30.3735333° сх. д.
ДОТ № 580 — довготривала оборонна точка (ДОТ), що входила до складу 21-го батальйонного району оборони (БРО) Київського укріпленого району. ДОТ знаходиться неподалік місця впадіння річки Ірпінь в Київське водосховище на території річкового порту «Демидів».

## Служба

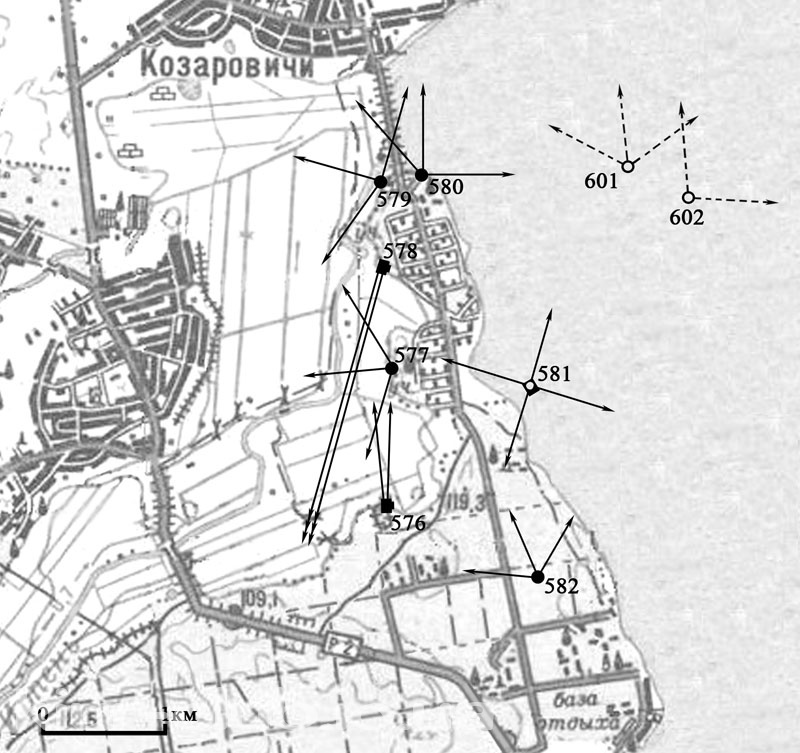
ДОТ № 580 у системі оборони 21-го БРО КиУР

Ця фортифікаційна споруда мала 1 поверх, 3 амбразури для станкових кулеметів (основне озброєння) та 2 амбразури для ручних кулеметів, що прикривали вхід до ДОТа на ближніх дистанціях бою. Його клас стійкості «М1», тобто споруда могла витримати 1 пряме влучання 203-мм гаубиці.
ДОТ брав участь у Німецько-радянській війні, гарнізон складався із військовослужбовців 161-го окремого кулеметного батальйону КиУР. До 24-25 серпня 1941 року вогнева точка знаходилася у тилу радянських військ, фронт пролягав західніше. Під час другого штурму КиУР, що розпочався 16 вересня 1941 року, ДОТ № 580 мав перший бойовий контакт із супротивником рано вранці 18 вересня, коли 296-та піхотна дивізія німців розпочала штурм КиУР на даному відтинку. Вже о 08:00 ворог захопив ДОТ, де в останні хвилини на бойовому посту біля кулемета залишався лише один невідомий червоноармієць, який загинув. Вдень 18 вересня війська 37-ї армії Південно-Західного фронту розпочали за наказом відхід з КиУР та міста Київ.

## Сьогодення
Доступ до ДОТа обмежено, однак його можна побачити з дамби. Вхід і амбразура споруди зараз замуровані.

## Галерея

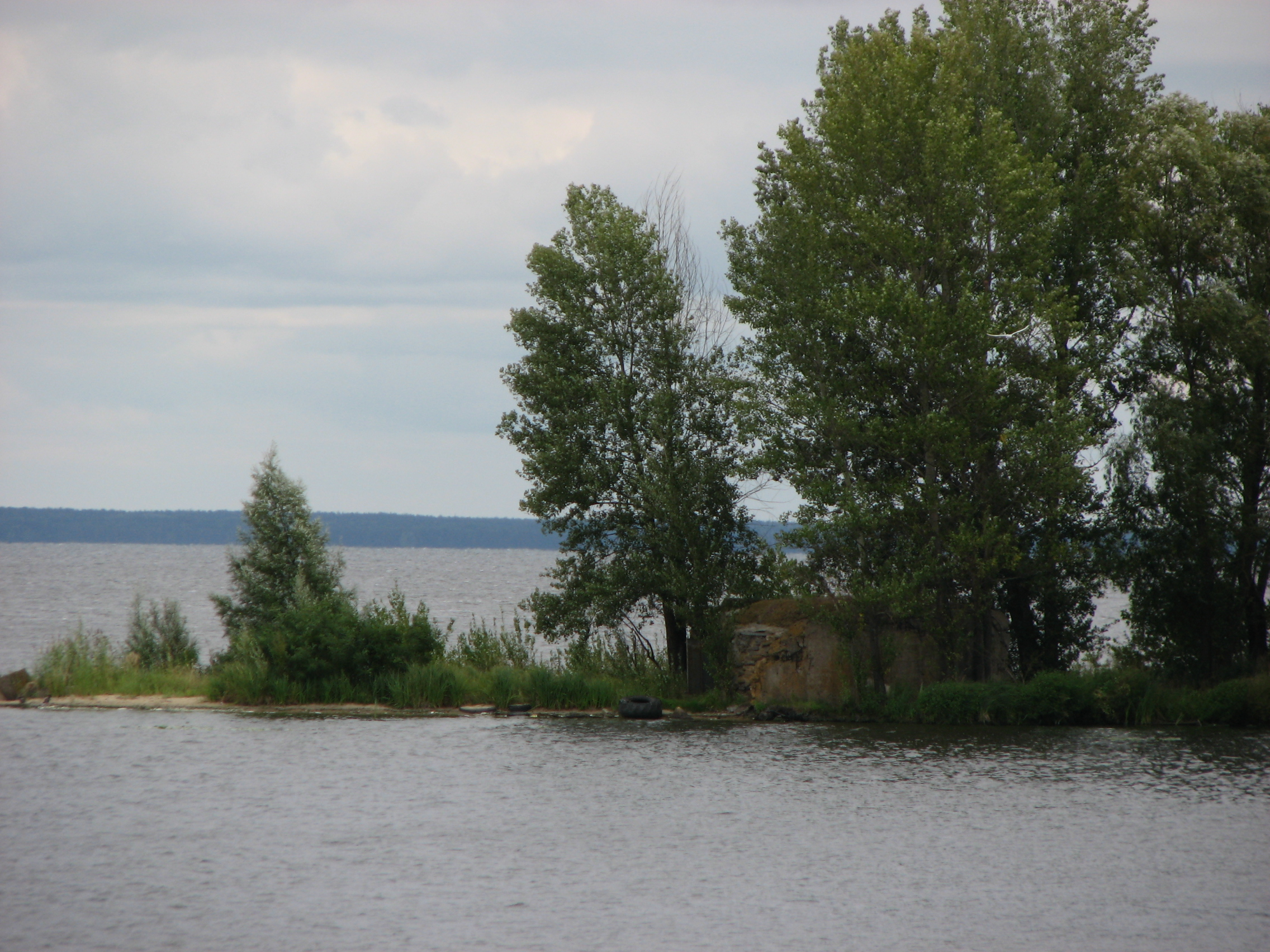
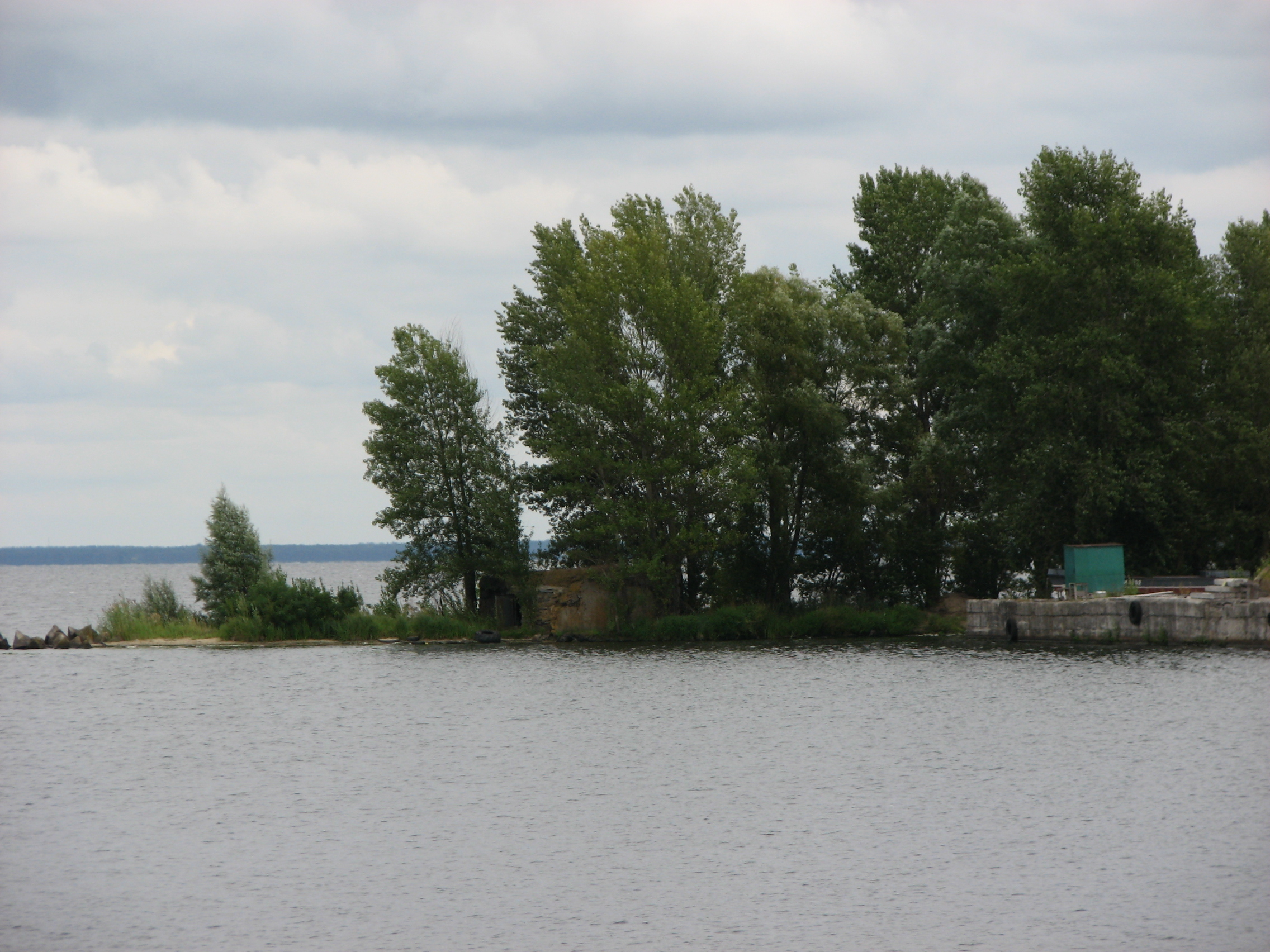
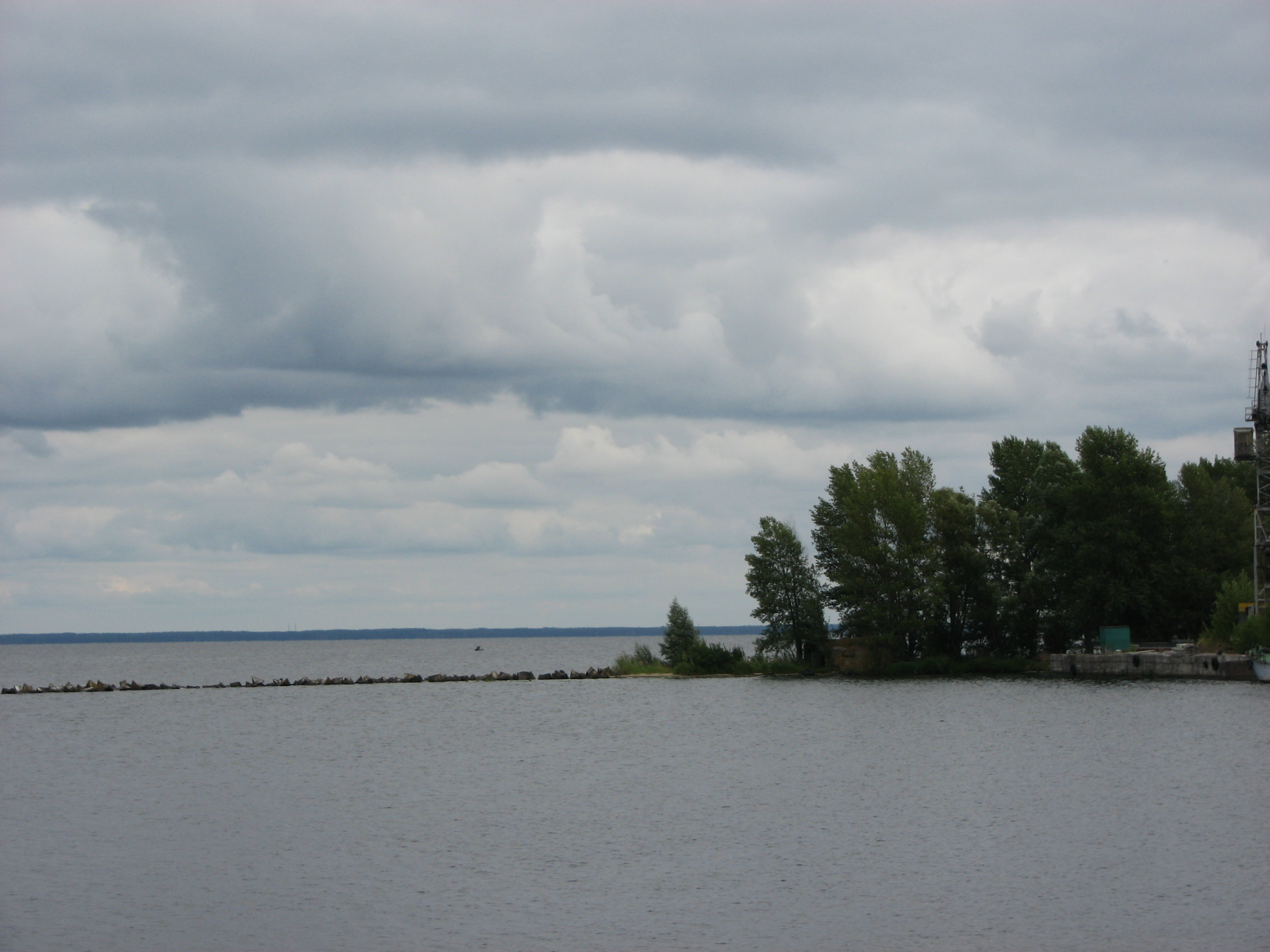

## Дивись також
- ДОТ № 552/553 (КиУР)
- ДОТ № 554 (КиУР)
- ДОТ № 581 (КиУР)
- ДОТ № 582 (КиУР)
- Список ДОТів КиУРа
- Баришівський котел
- Битва за Київ (1941)